# Balaku Blaku
O Grêmio Recreativo Escola de Samba Balaku Blaku é uma escola de samba da cidade de Manaus, no estado do Amazonas. Foi fundada no Centro de Manaus em 22 de outubro de 1977. Começou como batucada, na Rua Isabel, no Centro da cidade.
Foi criado como uma "batucada", uma modalidade de agremiação carnavalesca da época. Entre seus fundadores estão Churchill, Fernando Teixeira, Rivaldo, a família Teixeira. O nome "Balaku-Blaku" é uma onomatopeia que remete ao som dos instrumentos de sua bateria.

## História
Em 1979, ainda como uma batucada, consagrava-se campeã frente à Batucada Baré e da Acadêmicos do Rio Negro. Em 1989, foi transformada em escola de samba, fazendo parte do 2º grupo. Em 1992 a Balaku Blaku desfilou no então recém inaugurado Sambódromo de Manaus, e finalmente ingressou no grupo especial no ano de 1993.
Em 1995, a Balaku Blaku conquistou o vice-campeonato com o enredo o canto das três raças. A partir daí, a escola passou a obter boas colocações, tais como o 4º lugar em 1996, o 5º lugar em 1997, e o 3º lugar em 1998. Porém, em 1999, quando abordava como tema de seu desfile,  Amazonino Mendes, acabou desclassificada, por causa de descumprir o acordo sobre número  de tripés, carros alegóricos e alas.
Foi campeã em 2001, dividindo o título com mais 3 escolas. Em 2002 homenageou a cidade de Itacoatiara desfilando já pela manhã. No ano seguinte em 2003, seu desfile versou sobre as mulheres.
Em 2007 apresentou uma homenagem a Joelma e Chimbinha, da Banda Calypso. No ano seguinte, o homenageado foi o Bailarino Marcelo Mourão e em 2009 o enredo "Akator" foi uma referência ao filme de Hollywood.
No Carnaval de 2012, a Balaku-Blaku desfilou com um enredo sobre a cerveja, e no ano seguinte, obteve a 4ª colocação com o enredo Quem Desdenha quer comprar... Uma Odisséia contada em Cifrões, sobre o dinheiro.
No Carnaval 2014, iria falar sobre as crianças - inclusive, houve a gravação do samba e inserido no cd da AGEESMA - mas, houve mudanças  na diretoria que, em Dezembro de 2013 mudou o enredo para 
```
Marapatá, a ilha encantada dos mitos, portal de Manaus, passarela dos mitos
, da carnavalesca Liduina Moura e fez um desfile repleto de luxo e alegria dos foliões, onde exaltou os mistérios da ilha. Mesmo desfilando embaixo de chuva empolgou e colocou pra sambar todos que estavam presentes no sambódromo. Na apuração, foi definido entre os presidentes que todas as escolas do Grupo Especial de Manaus seriam declaradas. Assim, a Balaku-Blaku obteve seu segundo título. 
```

Em 2015, quando homenageava a cidade de Manacapuru, devido a vários erros ao longo do desfile, a agremiação foi penalizada, terminando em 9° lugar, o que levou a seu rebaixamento para o grupo de acesso. Em 2018 falará  sobre a Medicina.

## Segmentos

### Presidentes
| Presidente        | Vice - Presidente | Mandato           | Ref   |
| ----------------- | ----------------- | ----------------- | ----- |
| Ernani Ferreira   | Roberto Simonneti | 2010 - 2013       | [ 4 ] |
| Roberto Simonneti | Elcir Junior      | 2014 - 2015       |       |
| Climário FIlho    | Manel             | 2016 - atualidade |       |

### Intérprete
| Nome            | Mandato             |
| --------------- | ------------------- |
| 2007-2011       | Leonardo do Cavaco  |
| 2012-2013       | Leonardo Bessa      |
| 2014            | Auzier do Samba     |
| 2015-atualidade | Frank James Alencar |

### Diretores
| Ano         | Diretor de Carnaval                 | Diretor de harmonia | Mestre de bateria  | Ref.  |
| ----------- | ----------------------------------- | ------------------- | ------------------ | ----- |
| 2011 - 2012 | Jorge Ricardo Castro e Carlos Silva |                     | Major              | [ 2 ] |
| 2013        | Jorge Ricardo Castro e Carlos silva |                     | Guerreiro          | [ 4 ] |
| 2015        |                                     |                     | Guilherme de Paula | [ 5 ] |
| 2016        | Sarah Simonetti                     |                     | Henrique           |       |

### Coreógrafo
| Ano         | Nome            | Ref.  |
| ----------- | --------------- | ----- |
| 2012 - 2013 | Felipe Monteiro | [ 2 ] |
| 2014        | Cia. Puna       |       |
| 2015        | Flor Matizada   |       |

### Casal de Mestre-sala e Porta-bandeira
| Ano         | Nome                                      | Ref.        |
| ----------- | ----------------------------------------- | ----------- |
| 2010 - 2013 | Nego do Império e Luciana Ferreira        | [ 2 ] [ 4 ] |
| 2014        | Thailla Aragão e Khaju                    |             |
| 2015 - 2016 | Naruna Sahdo/Dyandra Paula e Stanio Silva |             |

### Corte de bateria
| Ano         | Rainha de Bateria | Madrinha      | Rainha Da Escola | Ref   |
| ----------- | ----------------- | ------------- | ---------------- | ----- |
| 2012 - 2013 | Bianca Almeida    | -             | -                | [ 4 ] |
| 2014-2015   | Adriana Azevedo   | Cristina Maia | Sandy Sallun     |       |
| 2016        | Larissa Souza     | Cristina Maia | Sandy Sallun     |       |

## Carnavais
| Ano  | Colocação         | Grupo             | Enredo | Carnavalescos                              | Ref               |
| ---- | ----------------- | ----------------- | --- | ------------------------------------------ | ----------------- |
| 1987 | Campeã            | Bloco (1° Grupo)  | Do Sonho à Realidade, 10 Anos de Glórias |                                            |                   |
| 1988 |                   |                   | Em Cima da Hora - Circo de Pobre |                                            |                   |
| 1989 | Campeã            | Segundo Grupo     | No Esplendor do carnaval |                                            |                   |
| 1990 | Campeã            | Segundo Grupo     | O Mundo Encantado de Charles Chaplin |                                            |                   |
| 1991 | Não houve disputa | Não houve disputa | Balaku Blaku na Disneylândia |                                            |                   |
| 1992 | 5° lugar          | Especial          | Eu vou arrebentar a boca do balão... |                                            |                   |
| 1993 | 5º lugar          | Especial          | Inca: Império do Sol |                                            |                   |
| 1994 | 5º lugar          | Especial          | No Mundo das Nuvens: Venha Voar Comigo |                                            |                   |
| 1995 | Vice-campeã       | Especial          | O Canto das Três Raças |                                            |                   |
| 1996 | 4º lugar          | Especial          | Os Sete Pecados Capitais do Brasileiro |                                            |                   |
| 1997 | 5º lugar          | Especial          | Hoje Quem Paga Sou Eu |                                            |                   |
| 1998 | 3º lugar          | Especial          | Império do Sol Nascente no Esplendor do Carnaval |                                            |                   |
| 1999 | Desclassificada   | Especial          | Das Barrancas do Juruá ao o Palácio Rio Negro: "Quem Sabe Faz" |                                            |                   |
| 2000 | 5º lugar          | Especial          | Olímpico, O Jardim da Kamélia |                                            |                   |
| 2001 | Campeã            | Especial          | Nilton Lins, Educação - Ontem, Hoje e Amanhã |                                            |                   |
| 2002 | 6º lugar          | Especial          | Itacoatiara: Mito, Força e Beleza |                                            |                   |
| 2003 | 6º lugar          | Especial          | Ativa, Mulher Guerreira de Ontem, de Hoje e de Amanhã |                                            |                   |
| 2004 | 6º lugar          | Especial          | Mitos, Luxos e Folia no Carnaval de Todos os Tempos |                                            |                   |
| 2005 | 6º lugar          | Especial          | Aquarela da Amazônia Para o Mundo Ver |                                            |                   |
| 2006 | 4º lugar          | Especial          | Dos Rios e das Matas |                                            |                   |
| 2007 | 7º lugar          | Especial          | Um fenômeno chamado Kalipso Compositores: Paulino Braga, Williams do Cavaco e Levy Araújo                                                                                          | Junior Tomphson                            | [ 1 ]             |
| 2008 | 7º lugar          | Especial          | Marcelo Mourão: do Amazonas para o mundo Compositores: Paulino Braga, Mavignier Cardoso, Willians do Cavaco, Levy Araújo, Frank Mocidade e Cristiano Cordeiro                      | Saulo Borges                               | [ 6 ]             |
| 2009 | 7º lugar          | Especial          | Akator - nem ouro, Nem prata, o Eldorado existe e é verde - Amazônia |                                            |                   |
| 2010 | 7º lugar          | Especial          | Da escrita à Internet: Não se comunicou, Dançou |                                            |                   |
| 2011 | 8º lugar          | Especial          | Do divino ao profano. Na vida e na morte. Do natural ao artificial. A força mais poderosa do universo: Luz                                                                         |                                            |                   |
| 2012 | 3º lugar          | Especial          | Embriagados de alegria vamos ficar... com a cerveja mais gostosa é só comemorar. Compositores:Betinho Filho, Rayner Caroline, Markinho Jr., Thiago Meiners, Willian Tadeu e Shazam | Leonardo Bessa                             | [ 2 ] [ 2 ] [ 3 ] |
| 2013 | 4º lugar          | Especial          | Quem Desdenha quer comprar... Uma Odisséia contada em Cifrões Compositores: Betinho Filho, Thiago Meneirs, William Tadeu, Shazam, Marquinho Bentes, Junior e Leonardo Bessa.       | Jorge Ricardo, Carlos Silva, Fabiano Fayal | [ 4 ]             |
| 2014 | Campeã            | Especial          | Marapatá, a ilha encantada dos mitos, portal de Manaus, passarela dos mitos | Betinho Filho e Marcos Bentes              | [ 7 ]             |
| 2015 | 9º lugar          | Especial          | Manacapuru: Canta alto cirandeira, com orgulho e amor, conta a historia de Manacapuru, o sonho que se realizou!!!                                                                  | Chico Cardoso                              |                   |
| 2016 | 3º lugar          | Acesso A          | O alimento da vida - Fé | Adenilson Ribeiro                          |                   |
| 2017 | 6º lugar          | Acesso A          | Um Mundo reinventado através do Olhar de uma Criança | Junior Tomphson                            |                   |
| 2018 | 6° lugar          | Acesso A          | Sob a Luz do Criador, a Suprema Arte das Loucuras da Medicina | Herbert Botelho                            |                   |
| 2019 | 6° lugar          | Acesso A          | SAMEL e a Arte de Curar, da Ancestralidade à Medicina Nuclear |                                            |                   |
| 2020 | Não desfilou      | Acesso A          | |                                            | [ 8 ]             |
| 2021 |                   | Acesso B          | |                                            |                   |